# Les Derniers Affranchis
Pour plus de détails, voir Fiche technique et Distribution.
Les Derniers Affranchis (Stand Up Guys) est un film américain réalisé par Fisher Stevens, sorti en 2012.

## Synopsis
Doc recueille son ami Val, qui a passé 28 ans en prison. Mais les retrouvailles s'avèrent particulières car Doc doit assassiner son ami pour le compte d'un gros bonnet.

## Fiche technique
- Titre original : Stand Up Guys
- Titre français : Les Derniers Affranchis
- Réalisation : Fisher Stevens
- Scénario : Noah Haidle
- Direction artistique : Thomas T. Taylor
- Décors : Maher Ahmad
- Costumes : Lindsay McKay
- Photographie : Michael Grady
- Montage : Mark Livolsi
- Musique : Lyle Workman
- Production : Sidney Kimmel, Gary Lucchesi, Tom Rosenberg, Jim Tauber

Production déléguée : Matt Berenson, Ted Gidlow, Bingham Ray
- Sociétés de production : Lakeshore Entertainment et Sidney Kimmel Entertainment
- Sociétés de distribution : Lions Gate Film (États-Unis) ; Metropolitan Vidéo (France)
- Pays de production :  États-Unis
- Langue originale : anglais
- Format : couleur - 35 mm - 2,35:1
- Genre : comédie criminelle
- Durée : 95 minutes
- Dates de sortie[1] :
  - États-Unis : 12 octobre 2012 (Festival international du film de Chicago)
11 janvier 2013 (sortie nationale)
  - France : 4 septembre 2013 (sorti directement en DVD et Blu-ray)

## Distribution
- Al Pacino (VF : José Luccioni) : Val
- Christopher Walken (VF : Patrick Floersheim) : Doc
- Alan Arkin (VF : Yves Barsacq) : Hirsch
- Julianna Margulies (VF : Hélène Chanson) : Nina Hirsch
- Mark Margolis (VF : Vincent Grass) : Claphands
- Lucy Punch (VF : Dorothée Pousséo) : Wendy
- Addison Timlin (VF : Olivia Luccioni) : Alex
- Vanessa Ferlito (VF : Céline Ronté) : Sylvia
- Katheryn Winnick (VF : Barbara Beretta) : Oxana
- Rick Gomez : le père
- Lauriane Gilliéron : Allison

## Production

### Lieux de tournage
Le film a été tourné à Los Angeles :
- À la prison du Lincoln Heights (en).

## Bande originale
Sauf indication contraire, les informations mentionnées dans cette section peuvent être confirmées par le générique de fin de l'œuvre audiovisuelle présentée ici, ainsi que par la base de données cinématographiques IMDb,  présente dans la section « Liens externes ».
- Hard Times par Baby Huey.
- Cooler Couleur par Crookers.
- How Long par Charles Bradley.
- Love From Above par Leroy Reynolds.
- Insomnia par James Calvin Wilsey (en).
- Get Down with It (en) par Bobby Marchan (en) de 1964.
- Not Running Anymore par Jon Bon Jovi.
- Old Habits Die Hard par Jon Bon Jovi.
- Fooled Around and Fell in Love (en) par Elvin Bishop de 1975.
- Stand Up par Fort Knox Five (en).
- When Something Is Wrong with My Baby (en) par Sam & Dave de 1967.
- Papa Was Stoned par Fort Knox Five.
- Sock It To 'Em J B par Rex Garvin (en) and The Mighty Cravers.
- Hoochie Coochie Man par Muddy Waters de 1954.
- Give It Back par Sharon Jones & the Dap-Kings (en).
- Bright Lights par Gary Clark, Jr.

## Accueil

### Accueil critique
Sur l'agrégateur américain Rotten Tomatoes, le film récolte 36 % d'opinions favorables pour 107 critiques. Sur Metacritic, il obtient une note moyenne de 41⁄100 pour 32 critiques.